# Palmci
Pour les articles homonymes, voir Palm.
Palm Côte d'Ivoire est une entreprise du secteur de l'huile de palme en Côte d'Ivoire.

## Histoire
PALMCI appartient depuis 1997 au groupe ivoirien SIFCA.
PALMCI est coté à la Bourse Régionale des Valeurs Mobilières (BRVM) d'Abidjan depuis 1999. Son capital est de 20 milliards de FCFA.
Le directeur général de l'entreprise est Christophe Koreki.[réf. souhaitée]
En 2013, l'entreprise employait 8500 employés.
Palmci, qui a vu son chiffre d’affaires croître de 42 % et son résultat net de 53 % au premier trimestre de 2022 par rapport à la même période en 2021.

## Actionnaires
PALMCI dont les principaux actionnaires sont SIFCA (52,9 %), NAUVU (25,7 %) et la BRVM (Bourse Régionale des Valeurs Mobilière) (21,4 %)

## Production
Elle a à son actif 8 unités agro-industrielles et 10 usines qui lui permettent de produire 429 019 tonnes d'huiles brute par an (chiffre 2010).
En 2021, l'entreprise dévoile un résultat de 31.4 milliards de Franc CFA.

## Siège
Son siège social est à Abidjan, Boulevard de Vridi (zone portuaire).